# Ife
Ife város Nigéria délnyugati részén, Osun államban, Lagostól kb. 220 km-re ÉK-re. Becslések alapján kb. 500 000 lakosa van.
Kulturális és gazdasági központ, a környező mezőgazdasági vidék központja, ahol főleg jamszgyökeret, maniókát, kukoricát, dohányt és gyapotot termesztenek. Kakaó- és faanyagpiaca is jelentős.
Valószínűleg ez a joruba etnikum legősibb városa, melynek eredetét Oduduwa törzsfőnökig vezetik vissza. Régészeti kutatások már a 6. század idejéből emberi jelenlét nyomait találták itt. A 13. század idején Ifében már kivételesen szép bronz- és terrakotta szoborfejeket alkottak. Jelentős vallási központ volt, amelyet a középkor végi nyugati írók a fekete világ (Fekete-Afrika) Rómájának, Thébájának és Sionjának neveztek. Ez a magas-fokú civilizáció a 18. század végén teljesen megsemmisült.

## Fordítás
Ez a szócikk részben vagy egészben  az   Ile-Ife című német Wikipédia-szócikk fordításán alapul.  Az eredeti cikk szerkesztőit annak laptörténete sorolja fel. Ez a jelzés csupán a megfogalmazás eredetét és a szerzői jogokat jelzi, nem szolgál a cikkben szereplő információk forrásmegjelöléseként.
Ez a szócikk részben vagy egészben  az   Ife című francia Wikipédia-szócikk fordításán alapul.  Az eredeti cikk szerkesztőit annak laptörténete sorolja fel. Ez a jelzés csupán a megfogalmazás eredetét és a szerzői jogokat jelzi, nem szolgál a cikkben szereplő információk forrásmegjelöléseként.